# Torfowiska Żytno - Ewina
Torfowiska Żytno - Ewina este o arie protejată (sit de importanță comunitară — SCI) din Polonia întinsă pe o suprafață de 45,33 ha, integral pe uscat.

## Localizare
Centrul sitului Torfowiska Żytno - Ewina este situat la coordonatele 50°57′09″N 19°33′25″E / 50.9525°N 19.5569°E.

## Înființare
Situl Torfowiska Żytno - Ewina a fost declarat sit de importanță comunitară în octombrie 2009 pentru a proteja un număr necunoscut de specii din flora spontană și fauna sălbatică aflate în arealul zonei.

## Biodiversitate
Situată în ecoregiunea continentală, aria protejată conține 3 habitate naturale: Mlaștini oligotrofe degradate, capabile încă de regenerare naturală, Mlaștini turboase de tranziție și turbării mișcătoare, Mlaștini împădurite.
La baza desemnării sitului se află un număr nedeclarat de specii protejate.